# Barbara Bakulin
Barbara Bakulin (z domu Kobzda. ur. 23 września 1950 w Gostyniu) – polska lekkoatletka, która specjalizowała się w biegach sprinterskich.

## Kariera
W 1971 roku odpadła w eliminacjach biegu na 200 metrów podczas halowych mistrzostw Europy oraz w sztafecie 4 × 100 metrów zajęła czwarte miejsce na mistrzostwach Europy. Na igrzyskach olimpijskich reprezentacyjna sztafeta z Bakulin w składzie uplasowała się na ósmym miejscu w finale. W rywalizacji na 200 metrów dotarła do półfinału halowego czempionatu Starego Kontynentu w 1974. Wraz z koleżankami z reprezentacji zdobyła brązowy medal w biegu rozstawnym 4 × 100 metrów podczas mistrzostw Europy w Rzymie (1974). Wicemistrzyni uniwersjady z 1975 roku w sztafecie 4 × 100 metrów. Reprezentantka Polski w meczach międzypaństwowych oraz dziewięciokrotna rekordzistka kraju w biegu sztafetowym.
Pięć razy stawała na podium mistrzostw Polski seniorów zdobywając trzy medale srebrne w biegu na 200 metrów (Warszawa 1972, Warszawa 1973 i Bydgoszcz 1976) oraz dwa srebra w sztafecie (Warszawa 1970 i Warszawa 1971).
31 maja 1976 roku we francuskim Bourges wraz Ewą Długołęcką, Danutą Jędrejek oraz Heleną Fliśnik ustanowiła wciąż aktualny rekord Polski w biegu rozstawnym 4 × 200 metrów.
Absolwentka poznańskiej Akademii Wychowania Fizycznego. W 1999 odznaczona Srebrnym Krzyżem Zasługi. Jej mężem jest Andrzej Bakulin brązowy medalista mistrzostw Polski z 1969 roku.
Rekord życiowy w biegu na 200 metrów: 23,31 (20 sierpnia 1973, Moskwa).

## Osiągnięcia
| Rok  | Impreza                   | Miejsce   | Konkurencja        | Lokata     | Wynik |
| ---- | ------------------------- | --------- | ------------------ | ---------- | ----- |
| 1971 | Halowe mistrzostwa Europy | Sofia     | bieg na 200 m      | eliminacje | 24,57 |
| 1971 | Mistrzostwa Europy        | Helsinki  | sztafeta 4 × 100 m | 4. miejsce | 44,75 |
| 1972 | Igrzyska olimpijskie      | Monachium | sztafeta 4 × 100 m | 8. miejsce | 44,20 |
| 1974 | Halowe mistrzostwa Europy | Göteborg  | bieg na 200 m      | półfinał   | 23,81 |
| 1974 | Mistrzostwa Europy        | Rzym      | sztafeta 4 × 100 m | 3. miejsce | 43,48 |
| 1975 | Uniwersjada               | Rzym      | sztafeta 4 × 100 m | 2. miejsce | 44,87 |